# Spider-Man: Across the Spider-Verse
Spider-Man: Across the Spider-Verse (Spider-Man: Cruzando el Multiverso en España o Spider-Man: A través del Spider-Verso en Hispanoamérica) es una película estadounidense de superhéroes animada de 2023 basada en el personaje de Marvel Comics, Miles Morales / Spider-Man, producida por Columbia Pictures y Sony Pictures Animation en asociación con Marvel y distribuida por Sony Pictures Releasing. Se trata de la secuela de Spider-Man: Un nuevo universo (2018), que se establece en un multiverso compartido de universos alternativos llamado el "Spider-Verse". La película está dirigida por Joaquim Dos Santos, Kemp Powers y Justin K. Thompson, a partir de un guion de David Callaham, Phil Lord y Christopher Miller, con las actuaciones de Shameik Moore, Hailee Steinfeld, Oscar Isaac, Issa Rae, Jake Johnson y Jason Schwartzman.
Sony Pictures comenzó el desarrollo de una secuela de Spider-Man: Un nuevo universo antes del estreno de película en 2018, con Dos Santos y Callaham. Su objetivo era centrarse en la relación entre Miles Morales y Gwen Stacy. La película se anunció oficialmente en noviembre de 2019 y el trabajo de animación comenzó en junio de 2020, con un estilo visual diferente para cada uno de los seis universos visitados por los personajes. Con una duración de 140 minutos, es la película animada más larga jamás producida por un estudio estadounidense.
La película se estrenó en los Estados Unidos el 2 de junio de 2023, con un retraso de la fecha inicial de abril de 2022 debido a la pandemia de COVID-19. Al igual que su antecesor, recibió elogios de la crítica, alabando su animación, actuaciones de voz, historia, y poder emocional. Muchos críticos concordaron que Spider-Man: Across the Spider-Verse no sólo estuvo a la altura de las expectativas, sino que también consiguió superar a su antecesor en todos los aspectos.
Una tercera y última película, Spider-Man: Beyond the Spider-Verse, y una película derivada centrada en mujeres, Spider-Woman, están en desarrollo.

## Premisa
Más de un año después de los eventos de Spider-Man: un nuevo universo (2018), Miles Morales es inesperadamente abordado por su interés amoroso Gwen Stacy para completar una misión para salvar cada universo de Spider-People de la Mancha, un peligroso antagonista, pero sin experiencia, que podría causar un desastre catastrófico. Miles está listo para enfrentar el desafío, donde él y Gwen viajan juntos a través del Multiverso y conocen a sus protectores, un grupo de Spider-People, conocido como la Sociedad Arácnida, liderado por Miguel O'Hara. Sin embargo, Miles se encuentra en desacuerdo con Miguel y la Sociedad Arácnida sobre cómo manejar la amenaza y debe redefinir lo que significa ser un héroe para poder salvar a sus seres queridos e incluyendo a su padre.

## Argumento
En la Tierra-65, Gwen Stacy vive con su padre, el capitán de policía, George Stacy, quien no sabe que ella es Spider-Woman. Años antes, Gwen mató accidentalmente a su mejor amigo Peter Parker mientras él arrasaba sin pensar como el Lagarto, y la policía la ha estado persiguiendo desde entonces. Una noche, Gwen va al Museo Guggenheim en Manhattan después de escuchar informes de un intruso, solo para encontrarse con una versión del Buitre que proviene de un universo alternativo temático del Renacimiento italiano. Miguel O'Hara y Jessica Drew llegan usando relojes generadores de portales y ayudan a Gwen a someter al Buitre. Gwen se enfrenta a George y le revela su identidad. Angustiado, intenta arrestarla. Miguel, a regañadientes, le otorga a Gwen la membresía en la Spider-Society, y ella escapa a través de un portal con él y Jessica.
En Brooklyn en la Tierra-1610, dieciséis meses después de la derrota de Kingpin y la destrucción del colisionador Alchemax, Miles Morales se está adaptando a ser Spider-Man mientras extraña a Gwen y lucha por estar a la altura de las expectativas de sus padres. Se encuentra con la Mancha, un científico de Alchemax que cuyo cuerpo fue infundido con portales después de la explosión del colisionador. La Mancha culpa a Miles por su dilema y revela que, mientras probaba el colisionador antes de su destrucción, transportó la araña que mordió a Miles de otro universo al de ellos. Luego, accidentalmente se transporta a sí mismo a un vacío, donde aprende a viajar a otros universos que contienen el colisionador Alchemax para usarlos y fortalecerse aún más.
Gwen viaja a la Tierra-1610 y se vuelve a conectar con Miles mientras rastrea en secreto la Mancha a través de las dimensiones. Miles observa invisiblemente a Gwen rastrear el lugar hasta Mumbattan en la Tierra-50101 antes de que Jessica llame y le indique a Gwen que deje a Miles atrás. Miles sigue a Gwen después de que ella abre un portal a la Tierra-50101, y se unen a Pavitr Prabhakar y Hobie Brown contra la Mancha, que absorbe con éxito el poder del colisionador de ese mundo. La Mancha y Miles comparten una visión de los futuros ataques de la Mancha que incluyen la muerte de un capitán de policía, Singh (el padre de la novia de Pavitr) y el padre de Miles, Jefferson. Cuando el colisionador colapsa, Miles salva a Singh, pero Mumbattan comienza a desmoronarse debido a la interrupción de un "evento canon". Los miembros de la Spider-Society llegan para evaluar el daño de la anomalía dimensional, mientras que Miles, Gwen y Hobie son enviados a la sede de la Spider Society en Nueva York en la Tierra-928, donde cientos de Spider-People residen en un enorme complejo. Poco después los tres se encuentran con Miguel y se les unen Peter B. Parker y su hija Mayday Parker. Por su parte, Miguel se enoja y reprende a Miles por haber causado inconscientemente otro agujero en el multiverso por sus acciones previas y le explica a Miles que todos los Spider-People están conectados en un "Spider-Verso", que cada una de sus historias contiene "eventos canónicos", como la muerte de un capitán de policía cercano a Spider-Man y la figura de un tío de Spider-Man, así como otra serie de eventos que definen a un Spider-Man; y desviarse de estos eventos amenaza la realidad y puede causar el colapso catastrófico de ese universo, lo que a su vez colapsará todo el multiverso como consecuencia. Miguel admite que trató de reemplazar una versión fallecida de sí mismo de otro universo que tenía una familia feliz, solo para que tiempo después ese universo colapsara por su terrible equivocación.
Justo entonces, Miles tiene una visión donde se da cuenta de que la Mancha es el responsable de la muerte de Jefferson, quien será ascendido a capitán de policía dentro de dos días y que es realmente un evento canónico. Tras enterarse de esta terrible noticia, Miles exige que lo regresen a su universo para impedir que ese incidente ocurra, sin embargo Miguel anuente de la negativa de Miles de aceptar su evento canónico, decide encarcelarlo en una red láser contra su voluntad, para que no intente salvar a Jefferson y que acepte su evento canónico como está predestinado a ocurrir, sin embargo Hobie por su parte ayuda secretamente a Miles a liberarse de su red láser usando sus poderes eléctricos y escapa del lugar, provocando que Miguel lo persiga por todo el complejo de la Spider Society, por otro lado Hobie decide no participar en la persecución y elige mejor irse por un portal, quitándose de paso su dispositivo y abandona a la Spider Society. Mientras tanto, Miguel ordena a todos los miembros de la Spider-People que detengan a Miles a toda costa, lo que resulta en una persecución frenética por el complejo y la ciudad. Finalmente en el tren hacia la luna, Miguel acorrala a Miles y le dice que él es la anomalía original; ya que la araña que le dio los poderes Miles no era de su dimensión y que no debió morderlo en primer lugar, ya que la araña venía de la Tierra-42, lo que resultó en que dicho universo no tuviera a ningún Spider-Man que la proteja, porque la araña mordió a Miles en su lugar y que el nunca debía ser Spider Man, también Miguel le hace saber a Miles que el es un error y que si la araña no hubiera mordido a Miles, el Peter Parker de la Tierra-1610 habría detenido el colisionador antes de encender y hubiera sobrevivido al combate en lugar de morir por salvarlo a él, además que la Mancha nunca habría existido y todo este tiempo Miguel se ha encargado de impedir que todo el Spider-Verso se desmorone. Por otro lado, Peter B. y Gwen se aparecen en el tren y le piden a Miguel que se detenga y deje en paz a Miles, ya que eso no fue lo que entre ellos acordaron, al oír esto último Miles le reclama a sus amigos por no decirle nada del asunto, pese a que ellos lo sabían desde el principio y se lo ocultaron, por su parte Gwen le menciona en su defensa a Miles que ella y los demás no sabían como decírselo, lo que en su defecto desmoraliza emocionalmente a Miles y descubre el porque Gwen y sus amigos nunca fueron a verlo en primer lugar. Ante esto, Gwen le menciona a Miles que esto lo hacen por su propio bien, sin embargo un muy decepcionado y furioso Miles le comenta a Gwen que nadie decide por él y que no es un niño, sin embargo Miguel lo vuelve a atacar otra vez y le menciona que si es un niño que no tiene idea de lo que hace. Finalmente en el clímax del enfrentamiento, Miles le responde a Miguel que su verdadero plan desde el principio fue forzar a toda la Spider-Society a que abandonaran el complejo a propósito, ya que justo detrás de todos ellos, la Spider-People se aparecen subiendo por el tren intentando detenerlos, momentos después Miles consigue quitarse de encima a Miguel usando sus poderes eléctricos y rápidamente huye al complejo de la Spider Society, no sin antes despedirse tristemente de Peter B. y Gwen, al regresar al complejo Miles activa la máquina para regresar a su universo, sin embargo Margo Kess descubre que su máquina se activo sola y trata de apagarla, pero justo entonces Miguel se aparece y le ordena a Margo abortar la secuencia de tele-trasportación, pero antes de que esta chica pueda apagarla, esta descubre a Miles en el interior de la máquina y en lugar de detenerla, decide ponerse del lado del joven y elige no hacer nada y dejar que Miles se escape y regrese a lo que él cree que es su dimensión natal. Tras el escape de Miles, rápidamente Miguel se enfurece por no haberlo detenido a tiempo y además de considerar a Gwen como la principal responsable de dejar que Miles se escapara y por no atraparlo previamente, sin embargo, Gwen, en su defensa, le menciona a Miguel que Miles es su amigo y trata de razonar con él, pero a consecuencia de esto, Miguel decide degradar a Gwen de su rango y la expulsa de la Spider-Society, para luego enviarla de regreso a casa. Devuelta en la Tierra-65, Gwen se entera de que George renunció a su trabajo como capitán de policía y se da cuenta de que, al hacerlo, su evento canónico se ha podido evitar de manera segura sin causar daño significativo a su universo, contrastando con lo que había mencionado previamente Miguel. Luego de que los dos se reconcilian, George le da a Gwen un nuevo reloj de portal pirata que dejado previamente por Hobie y decide irse a salvar a Miles.
Por otro lado, Miles regresa a su apartamento y le revela a su madre que él es Spider-Man, a quien ella no reconoce. Para su sorpresa, Miles empieza a glichearse de repente y se da cuenta de que no está en la Tierra-1610 sino que en realidad está en la Tierra-42, un mundo donde su difunto tío, Aaron Davis, está vivo mientras que su padre Jefferson de la Tierra-42 está muerto y como Spider-Man no existe en ese mundo, la ciudad de Nueva York está plagada de crímenes desenfrenados por los Seis Siniestros. Mientras tanto, Miguel, Jessica y Ben Reilly viajan a la Tierra-1610 en busca de Miles para tratar de detenerlo y que no evite su evento canónico, por su parte Gwen llega a través de su propio portal, por el que envía a Ben fuera de la Tierra-1610. Luego habla con los padres de Miles y promete llevarlo a casa, mientras Jessica espía su conversación y se queda pensativa de la situación. Mientras tanto, Aaron de la Tierra-42 interroga a Miles y se revela que el Miles G. Morales de la Tierra-42 en realidad se ha convertido en el Merodeador. Entre tanto, la Mancha finalmente regresa a la Tierra-1610 y se prepara su ataque multiversal, por otro lado Gwen reúne un equipo para buscar y rescatar a Miles, conformado por Peter B., Margo, Hobie, Mayday, Pavitr, Peni Parker, Spider-Man Noir y Spider-Ham antes de que sea demasiado tarde.

## Reparto
- Shameik Moore como Miles Morales / Spider-Man: Un adolescente grafitero inteligente y rebelde de ascendencia afroamericana y puertorriqueña que asumió el rol como Spider-Man de su universo tras la muerte del Peter Parker de su realidad a manos de Kingpin.[6][7]
- Hailee Steinfeld como Gwen Stacy / Spider-Gwen: Una superheroína de otra dimensión alterna y el principal interés amoroso de Miles Morales.[7]
- Jake Johnson como Peter B. Parker / Spider-Man: Una versión desaliñada del héroe y un mentor de Miles. Actualmente Parker esta nuevamente casado con Mary Jane Watson, con quien se volvió a conectar al final de Spider-Man: un nuevo universo (2018) y ahora tienen una hija llamada Mayday, quien también heredo las habilidades arácnidas de su padre.
- Lauren Vélez como Rio Morales: la madre puertorriqueña de Miles, enfermera. Vélez también interpreta una versión alternativa de Rio de la Tierra-42.
- Brian Tyree Henry como Jefferson Davis: el padre afroamericano de Miles y un oficial de policía que originalmente desaprobaba las acciones de justiciero de Spider-Man, pero ahora ve a Spider-Man como un héroe.
- Jason Schwartzman como Jonathan Ohnn / Mancha:
Un ex-científico de Alchemax convertido en supervillano tras un accidente, cuyo cuerpo ahora está cubierto por portales interdimensionales que le permiten viajar por el espacio y diferentes universos. En la película, Jonathan recurrió a una vida delictiva debido a que no le ofrecieron ningún trabajo debido a su apariencia y no tiene idea de cómo usar sus poderes y/o ser un villano adecuado.[8] La Mancha no era originalmente el villano principal de la película, pero fue sugerido por el productor Avi Arad. Phil Lord y Christopher Miller al principio descartaron la idea, pero después de hablar más sobre sus poderes, lo convirtieron en el antagonista.
- Oscar Isaac como Miguel O'Hara / Spider-Man 2099:
Un "vampiro ninja" Spider-Man de un universo alternativo ambientado en el año 2099 de ascendencia mexicana e irlandesa que actualmente es el líder de Spider-Society, un grupo de Spider-People de universos alternativos encargados de proteger el Multiverso.[9][10] Isaac describió a O'Hara como "el único Spider-Man que no tiene sentido del humor",[11] mientras que el equipo de producción lo apodó "Daño a la propiedad Spider-Man" debido a la cantidad de destrucción que deja a su paso.[12]El personaje rapidamente se volvió popular en internet por su apariencia y su compleja historia de origen. Isaac previamente lo había interpretado en Spider-Man: Into the Spider-Verse como un cameo en la escena post-créditos.
- Issa Rae como Jessica Drew / Spider-Woman: Una Spider-Woman afroamericana embarazada de la Tierra-404 que es la mano derecha de Miguel y conduce una motocicleta.
- Daniel Kaluuya como Hobart "Hobie" Brown / Spider-Punk: Una versión punk rock británica negra de Spider-Man de la Tierra-138 que usa su guitarra como arma principal.
- Karan Soni como Pavitr Prabhakar / Spider-Man India: Una versión india de Spider-Man de un universo alternativo que es miembro de la Spider-Society.
- Shea Whigham como George Stacy: el padre de Gwen y capitán de policía.
- Greta Lee como Lyla, la asistente IA de Miguel y la Spider-Society.[13]
- Mahershala Ali as Aaron Davis: el tío fallecido de Miles. Ali también interpreta una versión de Davis de la Tierra-42 que sigue con vida.[14]
- Amandla Stenberg como Margo Kess / Spider-Byte: una Spider-Woman de una realidad virtual.[15]
- Andy Samberg como Ben Reilly / Scarlet Spider: un clon genético de Peter Parker de un universo alternativo y miembro de la Spider-Society.[16]
- Rachel Dratch como Ms. Weber, consejera en la escuela de Miles.
- Jack Quaid como el Peter Parker del universo de Gwen que murió después de transformarse en el Lagarto.[17]
- Ziggy Marley como Lenny: dueño de una tienda jamaicana.
- Jorma Taccone como el Buitre: un criminal inspirado en el Renacimiento con acento italiano. Taccone prestó su voz al Duende Verde y a Peter Parker / Spider-Man de la serie animada de 1967 en la primera película, papel que también repite en esta película.[18][19]
- Jharrel Jerome como Miles G. Morales / Prowler: Miles Morales de la Tierra-42, que se ha convertido a una vida como un antiheroe junto a su tío Aaron.

Las iteraciones adicionales de Spider-Man que aparecen en la película como miembros de la Spider-Society, con papeles de voz, incluyen: Kimiko Glenn como Peni Parker / SP//dr; Nicolas Cage como Peter Parker / Spider-Man Noir (a través de grabaciones de audio de archivo); John Mulaney como Peter Porker / Spider-Ham (a través de grabaciones de audio de archivo); Elizabeth Perkins como May Parker / Quippy Spider-Person; Taran Killam como Patrick O'Hara / Web-Slinger y su caballo Widow; Nic Novicki como Lego Spider-Man; Josh Keaton como Peter Parker / Spectacular Spider-Man de la serie de televisión The Spectacular Spider-Man (2008-2009), también aparece a través de imágenes de archivo del episodio de la primera temporada del programa, "Intervención"; Yuri Lowenthal como Peter Parker / Insomniac Spider-Man de la serie de videojuegos Marvel's Spider-Man de Insomniac Games, que también aparece a través de imágenes del juego Marvel's Spider-Man 2 (2023); Mike Rianda como Ezekiel Sims / Spider-Therapist (aunque solo fue acreditado como "Voces adicionales"); Sofia Barclay como Malala Windsor / Spider-UK, una encarnación original de las versiones del cómic; Danielle Perez como Charlotte Webber / Sun-Spider; Metro Boomin como Metro Spider-Man, una versión ficticia "única" de sí mismo como Spider-Man; y Max Borne / Spider-Man 2211.
La película también incluye apariciones no vocales de Peter Parker / Spider-Man de la serie de televisión Spider-Man Unlimited (1999-2001), Pter Ptarker / Spider-Rex, Spider-Cat, varios Spider-Men de traje negro, Bombastic Bag-Man, Cyborg Spider-Woman, Peter Parkedcar/Spider-Mobile, Superior Spider-Man, Stealth/Big Time Spider-Man, Spider-Armor MK I, MK II y MK III, Velocity Suit Spider-Man de la serie de videojuegos Marvel's Spider-Man, Electro Proof, Bruce Banner / Spider-Man, Cyclops Spider-Man, Iron Spider, Peter Parker/Spider-Man del videojuego Spider-Man de Neversoft de 2000, Peter Parker/Spider-Man de Marvel Mangaverse, Spider-Cop, Mary Jane Parker / Spinneret y su hija Anna May-Parker/Spiderling de la serie limitada de 2015 Amazing Spider-Man: Renew Your Vows, Maybelle Reilly / Lady-Spider, Spider-Monkey, Spider-Wolf, Future Foundation Spider-Man, Flash Thompson / Captain Spider, Doppelganger, Spyder-Knight de Ultimate Spider-Man, Spidercide, Prince of Aracne, Last Stand Peter Parker, Jessica Drew (traje clásico), Julia Carpenter / Spider-Woman, Samurai Spider-Man, Canadian Spider-Woman, Ashley Barton / Spider-Kingpin, Spider-Man de Tierra-X, Chibi Spider-Man y Tarántula de Tierra-1610A. También aparecen Green Goblin del videojuego Spider-Man (1982) y Video-Man de la serie de televisión Spider-Man and His Amazing Friends (1981-1983).
Además, May "Mayday" Parker también aparece como la hija pequeña de Peter B. Parker y Mary Jane, junto con una versión adulta alternativa que actúa como Spider-Girl. Melissa Sturm da voz a Mary Jane "MJ" Parker, la esposa de Peter B. Parker y la madre de Mayday. El animador y cineasta de Pixar, Peter Sohn, proporciona la voz para el mejor amigo y compañero de cuarto de Miles, Ganke Lee, después de que su diálogo fuera cortado de Into the Spider-Verse. Tara Platt le da voz a Yuri Watanabe, un colega policía del Capitán Stacy de la Tierra-65. Ayo Edebiri, Nicole Delaney y Antonia Lentini interpretan las versiones del universo de Gwen de Glory, MJ y Betty Brant, quienes son las compañeras de banda de Gwen en The MaryJanes. J. K. Simmons también repite su papel como J. Jonah Jameson, interpretando varias versiones del personaje. Kathryn Hahn también repite brevemente su papel de voz como Olivia "Liv" Octavius / Doctor Octopus de la primera película.
Los papeles de acción en vivo también aparecen en la película, con Tobey Maguire y Andrew Garfield apareciendo en sus respectivos papeles como Peter Parker / Spider-Man de las películas Spider-Man de Sam Raimi y The Amazing Spider-Man de Marc Webb a través de material de archivo. Donald Glover interpreta una versión alternativa de Aaron Davis / Prowler, quien apareció anteriormente en la película Spider-Man: Homecoming (2017) de Marvel Cinematic Universe. Peggy Lu repite su papel como dueña de una tienda de conveniencia, la Sra. Chen de las películas de Venom del Universo Spider-Man de Sony, que se identifica como Tierra-688. Cliff Robertson y Denis Leary aparecen a través de imágenes de archivo como Ben Parker y George Stacy de Spider-Man (2002) y The Amazing Spider-Man (2012), respectivamente, con grabaciones de audio de archivo de Otto Octavius / Doctor Octopus de Alfred Molina de Spider-Man 2 (2004) se usa para una versión alternativa de su personaje con un diseño de cómic.

## Producción

### Desarrollo
A finales de noviembre de 2018, antes del lanzamiento de Spider-Man: Into the Spider-Verse al mes siguiente, Sony Pictures Animation había comenzado el desarrollo de una secuela de la película, debido al "increíble zumbido" que rodea el proyecto. La secuela fue ambientada para continuar la historia de Miles Morales / Spider-Man de Shameik Moore, trabajando a partir de "semillas que fueron plantadas" a lo largo de la primera película. Joaquim Dos Santos y David Callaham estaban listos para dirigir y escribir la película, respectivamente, con Amy Pascal regresando de la primera película como productora. También se esperaba que los otros productores de la primera película Phil Lord, Chris Miller, Avi Arad y Christina Steinberg, regresaran para la secuela en cierta capacidad. Al mes siguiente, Pascal reveló que la película se centraría en el romance entre los dos personajes que habían sido cortados de la primera película. Agregó que la secuela serviría como una "plataforma de lanzamiento" para una película derivada previamente anunciada protagonizada por Steinfeld.
Sony Pictures confirmó oficialmente la secuela en noviembre de 2019, estableciendo una fecha de estreno para el 8 de abril de 2022. Se confirmó que Lord y Miller regresaban como productores. Sony cambió la fecha de estreno de la película al 7 de octubre de 2022, cuando culcionó su programación de películas en abril de 2020 debido a la pandemia de COVID-19. En febrero de 2021, Miller reveló que él y Lord estaban trabajando en el guion de la película con Callaham y dijo que Peter Ramsey se desempeñaría como productor ejecutivo en la secuela después de codirigir la primera película. En abril de 2021, Kemp Powers y Justin K. Thompson fueron anunciados como codirectores de la secuela junto con Dos Santos, y los tres habían estado trabajando en el proyecto desde que comenzó su desarrollo. Thompson fue el diseñador de producción de la primera película. Se confirmó que Arad y Steinberg regresarían como productores junto a Lord, Miller y Pascal, con Alonzo Ruvalcaba como coproductor y Aditya Sood como productor ejecutivo junto a Ramsey.
En diciembre de 2021, Lord y Miller revelaron que la película se dividiría en dos partes: Spider-Man: Across the Spider-Verse (Part One) y (Part Two), porque habían escrito la historia que querían contar para la secuela y se dio cuenta de que era demasiado para una sola película. El trabajo en ambas partes se estaba llevando a cabo simultáneamente. Las secuelas fueron renombradas en abril de 2022, convirtiéndose en Spider-Man: Across the Spider-Verse y Spider-Man: Beyond the Spider-Verse. Sus fechas de lanzamiento se cambiaron entonces, y Across the Spider-Verse se retrasó hasta el 2 de junio de 2023. Lord y Miller dijeron que le habían dicho a Sony que la secuela sería del mismo tamaño que Into the Spider-Verse, pero terminó teniendo el equipo más grande de cualquier película animada, con alrededor de 1,000 personas trabajando en ella. Agregaron que la película tenía 240 personajes y se desarrollaría en seis universos.

### Casting
Para diciembre de 2018, Shameik Moore y Hailee Steinfeld estaban listos para repetir sus respectivos papeles como Miles Morales y Gwen Stacy de la primera película. Lord y Miller también expresaron interés en incluir a Spider-Punk, Takuya Yamashiro, el "Spider-Man Japonés" de la serie Spider-Man de 1978, y el Spider-Man Italiano en las siguientes películas. En noviembre de 2019, Lord indicó que se diseñó el personaje Takuya Yamashiro, aunque no apareció en la película. En agosto de 2020, Jake Johnson expresó su esperanza de poder repetir su papel de Peter B. Parker de la primera película de la secuela. Issa Rae fue elegida como Jessica Drew / Spider-Woman en junio de 2021, Johnson confirmó que regresaría para la secuela un mes después, y en diciembre, se confirmó que Oscar Isaac retomaría su papel de Miguel O'Hara / Spider-Man 2099 de la escena poscréditos de Into the Spider-Verse. También en diciembre, Tom Holland, quien interpreta a Peter Parker / Spider-Man en el Universo cinematográfico de Marvel, reveló que Pascal se le había acercado para que apareciera en las películas de Spider-Verse durante el rodaje de Spider-Man: No Way Home (2021). Holand, Zendaya y Jacob Batalon expresaron interés en aparecer en las próximas películas. Jeff Sneider de The Ankler afirmó en febrero de 2023 que Holland aparecería en una secuencia de acción en vivo y que su aparición había sido la razón por la que la película se retrasó de 2022 a 2023, aunque resultó ser falso. Christopher Daniel Barnes, quien interpretó a Spider-Man en Spider-Man: The Animated Series (1994-1998), también expresó interés en regresar para la película.
En abril de 2022, se confirmó que Brian Tyree Henry y Lauren Vélez retomarían sus papeles como los padres de Miles de la primera película, mientras que se reveló que Rachel Dratch sería la consejera de la escuela de Miles. Lord, Miller y los directores anunciaron en junio que Jonathan Ohnn / la Mancha sería el principal antagonista de la película, con Jason Schwartzman proporcionando la voz de la Mancha. Powers señaló que la Mancha fue uno de "los cortes más profundos en la galería de pícaros de Spider-Man", pero el equipo creativo estaba entusiasmado con sus habilidades, que permiten al personaje viajar entre universos. También se reveló que Shea Whigham y Jorma Taccone estarían interpretando a George Stacy y el Buitre, respectivamente. Taccone prestó su voz a Norman Osborn / Green Goblin y Peter Parker / Spider-Man de la serie de televisión de 1967 en Into the Spider-Verse. En noviembre de 2022, se confirmó que Daniel Kaluuya interpretaría a Hobart "Hobie" Brown / Spider-Punk en la película. En diciembre de 2022, con la revelación del primer póster de la película, se confirmó que Peter Parker / Spider-Man de The Spectacular Spider-Man (2008-2009) aparecería en la película. El showrunner de The Spectacular Spider-Man, Greg Weisman, no fue informado sobre la inclusión del personaje de su programa y expresó dudas de que incluso aparecería en la película. En enero de 2023, Nicolas Cage confirmó que no volvería a interpretar su papel de Spider-Man Noir para la película. En febrero de 2023, se reveló que Karan Soni fue elegido como Pavitr Prabhakar / Spider-Man India en la película. En abril de 2023, se informó que Andy Samberg interpretaría a Ben Reilly / Scarlet Spider. En mayo de 2023, se confirmó que Amandla Stenberg interpretaría a Margo Kess / Spider-Byte.

### Animación y diseño
Lord reveló que el trabajo de diseño para nuevos personajes de la película había comenzado en noviembre de 2019. En marzo de 2020, el artista de cómics Kris Anka reveló que estaba trabajando en la secuela. El animador principal Nick Kondo anunció el inicio de la producción de la película el 9 de junio de 2020. Los diferentes universos visitados en la película fueron diseñados para parecer que cada uno fue dibujado por un artista diferente. Después de haber aprendido nuevas herramientas de animación después de trabajar en The Mitchells vs. the Machines (2021) y de la primera película de Spider-Verse, Lord y Miller las emplearon ambiciosamente para generar seis estilos de animación diferentes. La intención era sorprender a la audiencia cada vez que los personajes cruzan a un nuevo entorno para que la película pueda reflejar con precisión su trama y los estilos puedan generar varios telones de fondo emocionales. Tierra-65, el hogar de Gwen Stacy, fue diseñado para parecerse a pinturas de acuarela "impresionistas". El equipo de animación creó un simulador para generar este estilo y utilizó una paleta visual que refleja las emociones de Gwen como un "anillo de humor tridimensional". Según el codirector Justin K. Thompson, el reflejo de sus emociones a través de los colores está inspirado en una escena de Cenicienta de 1950 donde su vestido se rasga y el entorno reacciona a ese trauma. Miller también pretendía que este estilo recordara a la audiencia las portadas de los cómics de Spider-Gwen. Una de las dos Tierras alternativas vistas en el tráiler era la Tierra-50101, a la que el equipo apodó "Mumbattan" en honor a Mumbai y Manhattan, debido a que ese mundo se basa en el de la serie de cómics Spider-Man: India de Gotham Entertainment Group. Para darle al personaje Pavitr Prabhakar un movimiento y un estilo de lucha únicos, el equipo creativo investigó las artes marciales indias de 2000 años de antigüedad, Kalaripayattu, del estado de Kerala. El otro era, la ciudad de Nueva York futurista del mundo Marvel 2099, basada en las ilustraciones neofuturistas de Syd Mead, que tienen un aspecto inacabado.
Mientras que el elenco y el equipo fueron entrevistados para Empire en marzo de 2023, el codirector Joaquim Dos Santos reveló que otro universo sería "el punk New London, habitado por el Spider-Punk de Daniel Kaluuya", con una dimensión final "que se mantiene firmemente en secreto por ahora", más tarde se reveló como la Tierra-42, el mundo de la araña de la que mordió a Miles y donde se ha convertido en la versión de ese mundo del Prowler. Solo el estilo de animación de Spider-Punk tardó de 2 a 3 años en terminarse y está inspirado en imágenes de collage de portadas de álbumes, carteles y fanzines de punk-rock de la década de 1970 que emulan el aspecto de las copias Xerox, papeles de colores e imágenes apropiadas de revistas y periódicos, y tiene una calidad general atenuada debido a que las fotocopiadoras no tienen tóner. Además, los animadores experimentaron con diferentes velocidades de cuadro para reflejar las imágenes punk de bricolaje y la personalidad anárquica y la tendencia a la inconsistencia de Spider-Punk. Su cuerpo está animado en 3s o 2s (8 o 12 imágenes), su guitarra en 4s (6 imágenes) y su contorno en 2s o 1s (12 o 24 imágenes); a diferencia del resto de los personajes que están predominantemente animados en 2s. En mayo de 2023, Jake Johnson reveló en una entrevista que se presentaría un universo Lego en la película. La secuencia de Lego fue realizada por el animador canadiense, Preston Mutanga, de 14 años, y se agregó al final de la película, después de que los cineastas quedaran tan impresionados con su recreación de Lego hecha por un fanático del primer teaser de la película que lo rastrearon y lo reclutaron.
El diseño de Miles se actualizó para que la secuela mostrara que había pasado por un estirón de crecimiento, mientras que a Gwen se le dio un nuevo corte de pelo y un disfraz actualizado. Rick Leonardi, el cocreador de Spider-Man 2099, fue elegido para adaptar sus propios diseños para la película, mientras que el artista de cómics Brian Stelfreeze fue elegido para dar forma al desarrollo visual de Jessica Drew. El diseño de la Mancha evoluciona a lo largo de la película a medida que gana más control de sus habilidades, comenzando con un estilo que parece un "esboceto inacabado [con] líneas de construcción azules que evocan el dibujo áspero de un artista de cómics antes de que el trabajo vaya a un entintado". Los portales de la Mancha estaban destinados a parecer "tinta viva que se había derramado o salpicado en el dibujo del artista del cómic", lo que creó nuevos desafíos para el equipo de animación. El Buitre recibió un diseño de la era renacentista inspirado en las obras de arte de los libros de trabajo de Leonardo da Vinci. Thompson también reveló que el diseño de la araña en "Go Home Machine" está influenciado por la araña de la película Krull (1983), que también lleva el nombre "Ynyr" después de un personaje de la película.

### Posproducción
En mayo de 2023, Powers reveló que la película terminaría en un suspenso y el codirector Dos Santos la comparó con la película de la trilogía original de Star Wars, El imperio contraataca (1980).
En el mismo mes, Powers también reveló que la película no estaría "vinculada" al Universo Cinematográfico de Marvel (MCU). En la película, Spider-Man 2099 hace una referencia directa a los eventos de Spider-Man: No Way Home, diciéndole a Gwen que no "lo haga comenzar con Doctor Strange y ese pequeño nerd en la Tierra-199999", refiriéndose al Doctor Strange y Spider-Man de MCU, mientras atribuye los eventos de No Way Home a la explosión del colisionador de Into the Spider-Verse, la cita se entiende como una línea descartable que se les ocurrió a Lord y Miller. Además, Donald Glover repite su papel como una versión alternativa de Aaron Davis / Prowler de la película de MCU, Spider-Man: Homecoming (2017) en un cameo de acción en vivo, representado como un prisionero de Spider-Society desplazado de la realidad de su hogar. Cuando se le preguntó en una entrevista con Lord y Miller en una rueda de prensa si era el mismo Prowler de MCU, Miller respondió: "Eso lo decides tú. Sabes, todo es posible en el multiverso". Lord también respondió con "También estábamos tratando de dar un guiño a las personas que se han enamorado de estos personajes en otros medios". La producción de Across the Spider-Verse terminó el 20 de mayo de 2023, 13 días antes de la fecha de lanzamiento en Estados Unidos.

### Denuncias de malas condiciones de trabajo
El 23 de junio de 2023, Vulture informó que cuatro personas que trabajaron en la película alegaron que la producción había enfrentado dificultades debido a las numerosas solicitudes de Lord de cambios en la animación ya terminada, así como la necesidad de que aprobara los diseños de animación al principio de la producción. Se dijo que las instrucciones de Lord prevalecían sobre las decisiones del equipo de dirección de la película y condujeron a numerosas semanas de tiempo extra mientras los animadores revisaban drásticamente partes de la película varias veces. Afirmaron además que las difíciles condiciones de trabajo causadas por las constantes revisiones, hicieron que más de 100 artistas abandonaran el proyecto antes de su finalización. Un artista dijo que la producción de Beyond the Spider-Verse, la secuela de la película, no había progresado y que "no había forma de que" se completara a tiempo para su fecha de lanzamiento programada para marzo de 2024. Sony negó las acusaciones sobre los problemas de producción de Across the Spider-Verse, aunque se negó a comentar sobre la posibilidad de que la secuela se retrasara, y la productora Amy Pascal calificó el proceso de revisión como normal.

## Música
Daniel Pemberton confirmó en diciembre de 2020, que volvería a componer la partitura de la secuela. En diciembre de 2022, Lord y Miller confirmaron que Metro Boomin crearía música para su banda sonora. Varios artistas aparecieron en él, incluidos Coi Leray, Swae Lee, Future, Don Toliver, James Blake, Offset, Wizkid, Lil Uzi Vert, 21 Savage, Lil Wayne, Nas, A$AP Rocky, Becky G, Shenseea, J.I.D, A Boogie wit da Hoodie y 2 Chainz. Para el lanzamiento japonés, se presentó una canción original, "REALiZE", interpretada por LiSA. La película fue apoyada por otro sencillo, "Mona Lisa" de Dominic Fike, lanzado el 2 de junio de 2023, el día del estreno de la película.

## Marketing

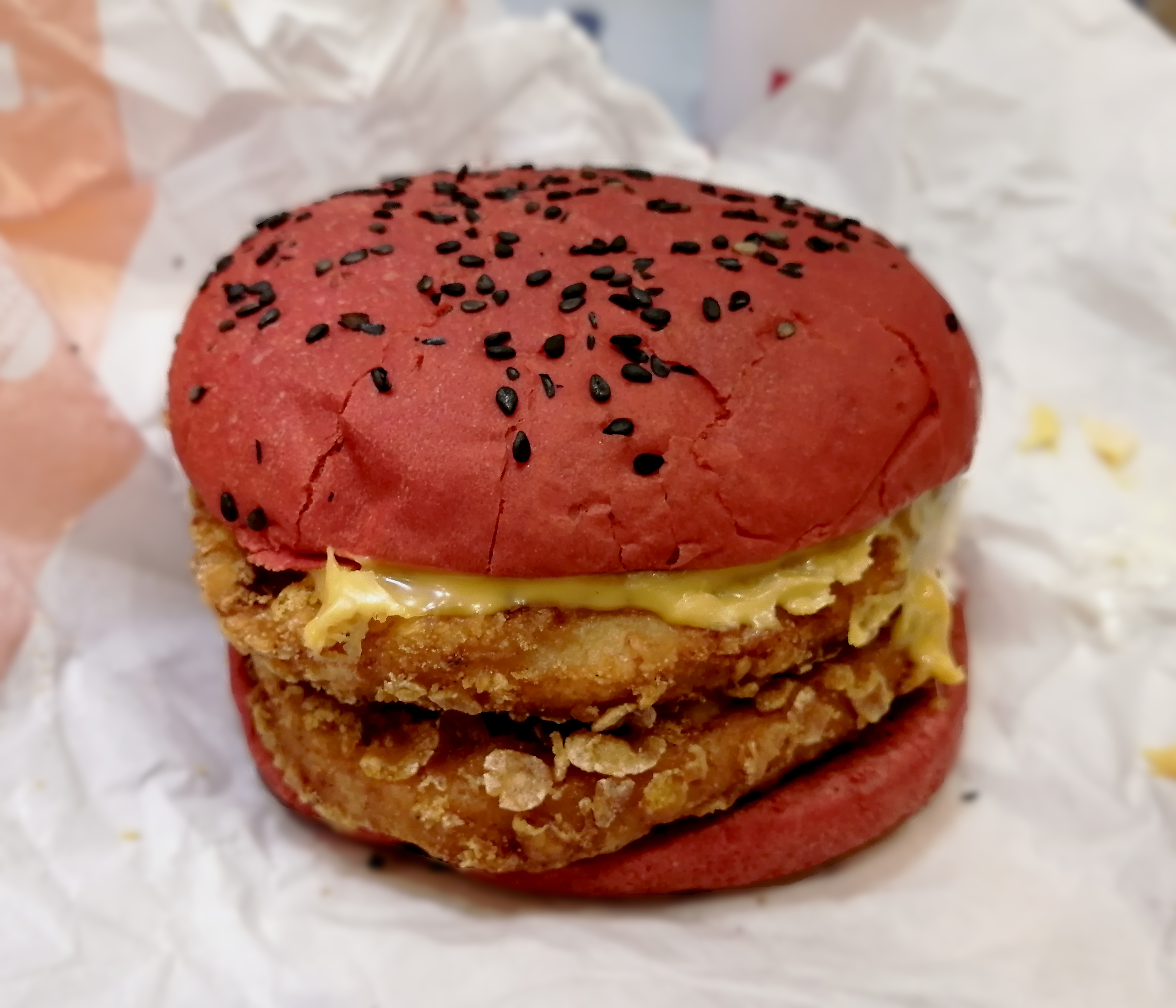
Una hamburguesa de pollo temática con motivo de la película.

En mayo de 2020, Sony inició una asociación promocional con Hyundai Motor Company para mostrar sus nuevos modelos y tecnologías en la película. El 15 de mayo de 2023, la película inició la venta de diferentes artículos de comida en el tema de Spider-Verse, para su colaboración con Burger King. Los artículos disponibles durante la promoción incluyeron el Spider-Verse Whopper con un bollo rojo y el Spider-Verse Sundae.

## Estreno

### En cines
Spider-Man: Across the Spider-Verse fue estrenada en los Estados Unidos el 2 de junio de 2023 por Sony Pictures Releasing. A diferencia de la primera película, esta película no se estrenó en 3D. La película estaba originalmente programada para estrenarse el 8 de abril de 2022, pero se trasladó al 7 de octubre de 2022 debido a la pandemia de COVID-19 y luego se retrasó hasta el 2 de junio de 2023.

### Medios domésticos
En abril de 2021, Sony firmó acuerdos con Netflix y Disney por los derechos de su lista de películas de 2022 a 2026, siguiendo las ventanas de las películas en cines y medios domésticos. Netflix firmó derechos exclusivos de streaming de "ventana de pago 1", que suele ser una ventana de 18 meses e incluía futuras películas de Spider-Man después de Spider-Man: No Way Home. Disney firmó por los derechos de "ventana de pago 2" para las películas, que se transmitirían en Disney+ y Hulu, así como en los canales de televisión lineal de Disney.
Spider-Man: Across the Spider-Verse fue estrenada en Latinoamérica en la plataforma de streaming, HBO Max, el 3 de noviembre de 2023.

## Recepción

### Crítica
En el sitio web agregador de reseñas Rotten Tomatoes, el 96 % de las 379 reseñas de los críticos son positivas, con una calificación promedio de 8.6/10. El consenso del sitio web dice: «Tan visualmente deslumbrante y llena de acción como su predecesora, Spider-Man: Across the Spider-Verse emociona desde el principio hasta el final cliffhanger». Metacritic, que utiliza una media ponderada, asignó una puntuación de 86 sobre 100 basada en 60 críticas, lo que indica "aclamación universal". El público encuestado por CinemaScore le dio a la película una calificación promedio de "A" en una escala de A+ a F,[94] mientras que los encuestados en PostTrak le dieron una puntuación positiva general del 93%, y el 82% dijo que "definitivamente la recomendaría".
Brian Tallerico de RogerEbert.com le dio a la película 4/4 estrellas y escribió: "Como el trabajo de un joven artista que se niega a ser restringido por los bordes del marco, Across the Spider-Verse está repleto de imaginería increíbles e ideas fascinantes. Es un trabajo inteligente y emocionante que me recordó a otras segundas partes grandiosas como The Dark Knight y The Empire Strikes Back". Ann Hornaday de The Washington Post le dio a la película 3/4 de estrellas, calificándola de "una carta de amor extravagante y muy genial al diseño gráfico, ejecutada con una delineación excelente y una alegría vertiginosa y contagiosa". Richard Roeper del Chicago Sun-Times también le dio 3/4 estrellas y escribió: "A veces es un poco demasiado, pero también es genial, y será una gran sorpresa si el tercer capítulo de la trilogía no es igualmente entretenido". Kevin Maher de The Times le dio a la película 4/5 estrellas y escribió: "Rara vez se respira entre piezas y crea entornos distintos y espectaculares para cada araña-verso por separado".
David Fear, de Rolling Stone, dijo que la película "recaptura por completo la emoción de viñeta a viñeta de descubrir al ícono adolescente angustiado de Marvel de tu era respectiva. La emoción de lo nuevo multiversal se ha ido. Sin embargo, todo lo demás está extra-entretejido para tu deleite". Alison Willmore de Vulture escribió: "Across the Spider-Verse se ve increíble, incluso mejor que la innovadora primera entrega, pero lo que es realmente impresionante es lo dispuesto que está a confiar su narración a su animación". David Sims, de The Atlantic, escribió que la película "evita parecer una lección de física porque sus imágenes son constantemente emocionantes; los fragmentos de diálogo más estáticos todavía sobresalen debido a lo atrevida que es la animación".
Kyle Smith de The Wall Street Journal escribió: "Spider-Man: Across the Spider-Verse tiene mucha de la energía caprichosa de su predecesora, particularmente en sus efectos visuales tremendamente inventivos. Pero tiene una alineación de escritura ligeramente diferente, e incluso sus mejores partes se siente como un refrito". Jake Wilson de The Age le dio a la película 3/5 estrellas y escribió: "Típicamente para Lord y Miller, el resultado es a la vez aventurero y conformista, una reinvención aparentemente audaz del material que nunca deja de felicitarnos por nuestra lealtad a la marca, y que apuesta más a lo seguro en términos de la trama de lo que las primeras secuencias podrían llevarte a esperar."

### Premios y nominaciones
| Premio                                                   | Fecha                    | Categoría                                      | Nominado                                                                                        | Resultado | Ref.   |
| -------------------------------------------------------- | ------------------------ | ---------------------------------------------- | ----------------------------------------------------------------------------------------------- | --------- | ------ |
| Alianza de Mujeres Periodistas de Cine                   | 3 de enero de 2024       | Mejor película animada                         | Spider-Man: Across the Spider-Verse                                                             | Nominada  | [ 54 ] |
| Alianza de Mujeres Periodistas de Cine                   | 3 de enero de 2024       | Mejor personaje femenino animado               | Hailee Steinfeld                                                                                | Ganadora  | [ 54 ] |
| American Film Institute Awards                           | 7 de diciembre de 2023   | Top 10 Películas del año                       | Spider-Man: Across the Spider-Verse                                                             | Ganadora  | [ 55 ] |
| Astra Film and Creative Arts Awards                      | 6 de enero de 2024       | Mejor película                                 | Spider-Man: Across the Spider-Verse                                                             | Nominada  | [ 56 ] |
| Astra Film and Creative Arts Awards                      | 6 de enero de 2024       | Mejor interpretación de voz                    | Daniel Kaluuya                                                                                  | Nominado  | [ 56 ] |
| Astra Film and Creative Arts Awards                      | 6 de enero de 2024       | Mejor interpretación de voz                    | Shameik Moore                                                                                   | Nominado  | [ 56 ] |
| Astra Film and Creative Arts Awards                      | 6 de enero de 2024       | Mejor interpretación de voz                    | Hailee Steinfeld                                                                                | Ganador   | [ 56 ] |
| Astra Film and Creative Arts Awards                      | 6 de enero de 2024       | Mejor guion adaptado                           | Phil Lord, Christopher Miller y Dave Callaham                                                   | Nominados | [ 56 ] |
| Astra Film and Creative Arts Awards                      | 6 de enero de 2024       | Mejor película animada                         | Spider-Man: Across the Spider-Verse                                                             | Ganadora  | [ 56 ] |
| Astra Film and Creative Arts Awards                      | 26 de febrero de 2024    | Mejor sonido                                   | Spider-Man: Across the Spider-Verse                                                             | Nominada  | [ 56 ] |
| Astra Film and Creative Arts Awards                      | 26 de febrero de 2024    | Mejores efectos visuales                       | Spider-Man: Across the Spider-Verse                                                             | Ganadora  | [ 56 ] |
| Astra Film and Creative Arts Awards                      | 26 de febrero de 2024    | Mejor montaje                                  | Michael Andrews                                                                                 | Nominada  | [ 56 ] |
| Astra Film and Creative Arts Awards                      | 26 de febrero de 2024    | Mejor banda sonora                             | Daniel Pemberton                                                                                | Nominada  | [ 56 ] |
| Billboard Music Awards                                   | 19 de noviembre de 2023  | Mejor banda sonora                             | Spider-Man: Across the Spider-Verse                                                             | Nominada  | [ 57 ] |
| Premios Black Reel                                       | 16 de enero de 2024      | Mejor película                                 | Spider-Man: Across the Spider-Verse                                                             | Pendiente | [ 58 ] |
| Premios Black Reel                                       | 16 de enero de 2024      | Mejor interpretación de voz                    | Brian Tyree Henry                                                                               | Pendiente | [ 58 ] |
| Premios Black Reel                                       | 16 de enero de 2024      | Mejor interpretación de voz                    | Daniel Kaluuya                                                                                  | Pendiente | [ 58 ] |
| Premios Black Reel                                       | 16 de enero de 2024      | Mejor interpretación de voz                    | Shameik Moore                                                                                   | Pendiente | [ 58 ] |
| Premios Black Reel                                       | 16 de enero de 2024      | Mejor montaje                                  | Michael Andrews                                                                                 | Pendiente | [ 58 ] |
| Premios Black Reel                                       | 16 de enero de 2024      | Mejor diseño de producción                     | Patrick O'Keefe                                                                                 | Pendiente | [ 58 ] |
| Premios Black Reel                                       | 16 de enero de 2024      | Mejor banda sonora                             | Spider-Man: Across the Spider-Verse                                                             | Pendiente | [ 58 ] |
| Premios de la Asociación de Críticos de Cine de Boston   | 10 de diciembre de 2023  | Mejor película animada                         | Spider-Man: Across the Spider-Verse                                                             | Finalista | [ 59 ] |
| Celebration of Cinema and Television                     | 4 de diciembre de 2023   | Premio de Animación                            | Kemp Powers                                                                                     | Ganadora  | [ 60 ] |
| Premios de la Asociación de Críticos de Cine de Chicago  | 12 de diciembre de 2023  | Mejor película animada                         | Spider-Man: Across the Spider-Verse                                                             | Nominada  | [ 61 ] |
| Chinese American Film Festival                           | 11 de noviembre de 2023  | Película estadounidense más popular en China   | Spider-Man: Across the Spider-Verse                                                             | Ganadora  | [ 62 ] |
| Premios de la Crítica Cinematográfica                    | 14 de enero de 2024      | Mejor película de animación                    | Spider-Man: Across the Spider-Verse                                                             | Pendiente | [ 63 ] |
| Asociación de Críticos de Cine de Dallas-Fort Worth      | 18 de diciembre de 2023  | Mejor película animada                         | Spider-Man: Across the Spider-Verse                                                             | Finalista | [ 64 ] |
| Florida Film Critics Circle Awards                       | 21 de diciembre de 2023  | Mejor película animada                         | Spider-Man: Across the Spider-Verse                                                             | Nominada  | [ 65 ] |
| Florida Film Critics Circle Awards                       | 21 de diciembre de 2023  | Mejor banda sonora                             | Daniel Pemberton                                                                                | Nominado  | [ 65 ] |
| Florida Film Critics Circle Awards                       | 21 de diciembre de 2023  | Mejores efectos visuales                       | Spider-Man: Across the Spider-Verse                                                             | Nominada  | [ 65 ] |
| Premios Globo de Oro                                     | 7 de enero de 2024       | Mejor película animada                         | Spider-Man: Across the Spider-Verse                                                             | Nominada  | [ 66 ] |
| Premios Globo de Oro                                     | 7 de enero de 2024       | Logro cinematográfico y de taquilla            | Spider-Man: Across the Spider-Verse                                                             | Nominada  | [ 66 ] |
| Premios Globo de Oro                                     | 7 de enero de 2024       | Mejor banda sonora                             | Daniel Pemberton                                                                                | Nominado  | [ 66 ] |
| Golden Trailer Awards                                    | 29 de junio de 2023      | Mejor película de animación/familiar           | Spider-Man: Across the Spider-Verse (MOCEAN/Transit)                                            | Ganadora  | [ 67 ] |
| Harvey Awards                                            | 12-15 de octubre de 2023 | Mejor adaptación de cómic/novela gráfica       | Joaquim Dos Santos, Kemp Powers y Justin K. Thompson                                            | Ganadores | [ 68 ] |
| Hollywood Critics Association Midseason Film Awards      | 30 de junio de 2023      | Mejor director                                 | Joaquim Dos Santos, Kemp Powers y Justin K. Thompson                                            | Ganadores | [ 69 ] |
| Hollywood Critics Association Midseason Film Awards      | 30 de junio de 2023      | Mejor película                                 | Spider-Man: Across the Spider-Verse                                                             | Ganadora  | [ 69 ] |
| Hollywood Critics Association Midseason Film Awards      | 30 de junio de 2023      | Mejor guion                                    | Phil Lord, Christopher Miller y Dave Callaham                                                   | Nominados | [ 69 ] |
| Hollywood Music in Media Awards                          | 15 de noviembre de 2023  | Mejor banda sonora original - Película animada | Daniel Pemberton                                                                                | Ganador   | [ 70 ] |
| Hollywood Music in Media Awards                          | 15 de noviembre de 2023  | Mejor Canción Original - Película Animada      | Mike Dean, Peter Lee Johnson, ASAP Rocky, Roisee, Landon Wayne y Metro Boomin ("Am I Dreaming") | Nominados | [ 70 ] |
| Hollywood Music in Media Awards                          | 15 de noviembre de 2023  | Mejor álbum de banda sonora                    | Spider-Man: Across the Spider-Verse                                                             | Nominada  | [ 70 ] |
| Hollywood Professional Association Awards                | 28 de noviembre de 2023  | Mejor etalonaje – Película animada             | Natasha Leonnet (Picture Shop)                                                                  | Ganadora  | [ 71 ] |
| Hollywood Professional Association Awards                | 28 de noviembre de 2023  | Mejor montaje – Película                       | Michael Andrews                                                                                 | Nominado  | [ 71 ] |
| Círculo de Críticos de Cine de Londres                   | 4 de febrero de 2024     | Mejor película animada                         | Spider-Man: Across the Spider-Verse                                                             | Pendiente | [ 72 ] |
| Premios MTV Miaw                                         | 6 de agosto de 2023      | Killer Series / Movie                          | Spider-Man: Across the Spider-Verse                                                             | Nominada  | [ 73 ] |
| National Board of Review Awards                          | 6 de diciembre de 2023   | Mejor película animada                         | Spider-Man: Across the Spider-Verse                                                             | Ganadora  | [ 74 ] |
| Premios de los Críticos de Cine de Nueva York en Línea   | 15 de diciembre de 2023  | Top Películas del Año                          | Spider-Man: Across the Spider-Verse                                                             | Ganadora  | [ 75 ] |
| Premios Óscar                                            | 10 de marzo de 2024      | Mejor película animada                         | Spider-Man: Across the Spider-Verse                                                             | Nominada  | [ 76 ] |
| Premios de la Sociedad de Críticos de Cine de San Diego  | 19 de diciembre de 2023  | Mejor película animada                         | Spider-Man: Across the Spider-Verse                                                             | Finalista | [ 77 ] |
| Premios Satellite                                        | 18 de febrero de 2024    | Mejor película animada o mixta                 | Spider-Man: Across the Spider-Verse                                                             | Pendiente |        |
| Premios Satellite                                        | 18 de febrero de 2024    | Mejor banda sonora                             | Daniel Pemberton                                                                                | Pendiente |        |
| Premios Satellite                                        | 18 de febrero de 2024    | Mejores efectos visuales                       | Spider-Man: Across the Spider-Verse                                                             | Pendiente |        |
| Premios Saturn                                           | 4 de febrero de 2024     | Mejor película animada                         | Spider-Man: Across the Spider-Verse                                                             | Pendiente | [ 78 ] |
| Premios Saturn                                           | 4 de febrero de 2024     | Mejor música                                   | Daniel Pemberton                                                                                | Pendiente | [ 78 ] |
| Premios de la Asociación de Críticos de Cine de San Luis | 17 de diciembre de 2023  | Mejor película de acción                       | Spider-Man: Across the Spider-Verse                                                             | Nominado  | [ 79 ] |
| Premios de la Asociación de Críticos de Cine de San Luis | 17 de diciembre de 2023  | Mejor película animada                         | Spider-Man: Across the Spider-Verse                                                             | Ganadora  | [ 79 ] |
| Premios de la Asociación de Críticos de Cine de San Luis | 17 de diciembre de 2023  | Mejor banda sonora                             | Daniel Pemberton                                                                                | Nominado  | [ 79 ] |
| Toronto Film Critics Association Awards                  | 17 de diciembre de 2023  | Mejor película animada                         | Spider-Man: Across the Spider-Verse                                                             | Finalista | [ 80 ] |
| Washington D. C. Area Film Critics Association Awards    | 10 de diciembre de 2023  | Mejor película animada                         | Spider-Man: Across the Spider-Verse                                                             | Ganadora  | [ 81 ] |
| Washington D. C. Area Film Critics Association Awards    | 10 de diciembre de 2023  | Mejor banda sonora                             | Daniel Pemberton                                                                                | Nominado  | [ 81 ] |
| Washington D. C. Area Film Critics Association Awards    | 10 de diciembre de 2023  | Mejor interpretación de voz                    | Daniel Kaluuya                                                                                  | Nominado  | [ 81 ] |
| Washington D. C. Area Film Critics Association Awards    | 10 de diciembre de 2023  | Mejor interpretación de voz                    | Shameik Moore                                                                                   | Ganador   | [ 81 ] |
| Washington D. C. Area Film Critics Association Awards    | 10 de diciembre de 2023  | Mejor interpretación de voz                    | Hailee Steinfeld                                                                                | Nominada  | [ 81 ] |
| Women Film Critics Circle Awards                         | 18 de diciembre de 2023  | Mejor película animada                         | Spider-Man: Across the Spider-Verse                                                             | Ganadora  | [ 82 ] |
| World Soundtrack Awards                                  | 21 de octubre de 2023    | Mejor compositor de cine                       | Daniel Pemberton                                                                                | Nominado  | [ 83 ] |

## Futuro

### Secuela
Se confirmó una tercera película cuando Lord y Miller revelaron en diciembre de 2021 que Across the Spider-Verse se dividiría en dos películas. En ese momento, se esperaba que Spider-Man: Across the Spider-Verse (Part Two) se lanzara en 2023. En abril de 2022, se retituló Spider-Man: Beyond the Spider-Verse. En respuesta a un reclamo de un artista en Across the Spider-Verse, quien habló con Vulture bajo condición de anonimato, de que no sería posible lanzar Beyond the Spider-Verse según lo programado (que en ese momento había sido el 29 de marzo de 2024) debido a una supuesta falta de progreso en la producción, Lord y Miller declararon que la producción "se tomaría el tiempo necesario" para que la película se completara según sus estándares. En julio de 2023, la película fue eliminada del calendario de estrenos, debido a la huelga SAG-AFTRA de 2023, y Ghostbusters: Frozen Empire tomó su fecha de estreno original. Tras el fin de la huelga de SAG-AFTRA en noviembre de 2023, Deadline Hollywood informó que se reanudaría la grabación de voz de la película.

### Spin-off
Sony comenzó a desarrollar una película de Spider-Women en noviembre de 2018, para centrarse en tres generaciones de personajes femeninos relacionados con Spider. Bek Smith estaba listo para escribir el spin-off, y Lauren Montgomery estaba en conversaciones para dirigir. Pascal reveló el mes siguiente que la película se centraría en los personajes Gwen Stacy / Spider-Gwen, Cindy Moon / Silk, Jessica Drew/Spider-Woman, y dijo que Across the Spider-Verse serviría como una "plataforma de lanzamiento". En mayo de 2023, el productor Avi Arad declaró que la película se titularía Spider-Woman.